# Jean Baudoin (missionnaire)
Pour les articles homonymes, voir Jean Baudoin et Baudoin.
Jean Baudoin (1662-1698) est un missionnaire, un aumônier et un sulpicien français missionnaire en Nouvelle-France. Il est connu pour avoir été le compagnon de Pierre Le Moyne d'Iberville lors de la prise de Terre-Neuve.

## Biographie
Né à Nantes, en France, en l'an 1662, il fait ses études dans la même ville. Après une carrière militaire chez les garde du Roi, il entre chez les sulpiciens à Paris en 1682. Ordonné en 1685, il devient missionnaire dans le Vivarais et dans le diocèse de Nantes en 1686. Il passe des sulpiciens aux Missions étrangères de Paris en 1687. La même année, il arrive à Québec, avant de devenir curé de l'église Saint-Charles-des-Mines à Grand-Pré en 1688, puis à Annapolis dans Acadie en 1688 et 1689.
Curé de Beaubassin de 1689 à 1693 il est aumônier de l'expédition de Saint-Castin contre le fort Wells en 1692. En 1693, il est à Québec et l'année suivante il est à Paris pour se disculper de démêlés avec le gouverneur Joseph Robineau de Villebon. Il retourne en Acadie en 1696. En 1697, il est aumônier de l'expédition d'Iberville à Terre-Neuve, puis missionnaire à Beaubassin, où il décède dans l'été 1698.